# Pyrausta orphisalis
Pyrausta orphisalis is een vlinder van de familie van de grasmotten (Crambidae). De wetenschappelijke naam van deze soort is voor het eerst voorgesteld door Francis Walker in een publicatie uit 1859.
De soort komt voor in Canada en de Verenigde Staten..